# Skrabské
Skrabské (in ungherese Tapolymogyorós) è un comune della Slovacchia facente parte del distretto di Vranov nad Topľou, nella regione di Prešov.